# Rue Pierre-Sarrazin
La rue Pierre-Sarrazin est une voie du 6e arrondissement de Paris, en France.

## Situation et accès
La rue Pierre-Sarrazin est une voie publique située dans le 6e arrondissement de Paris. Elle débute au 24, boulevard Saint-Michel et se termine au 19, rue Hautefeuille.

## Origine du nom
Cette rue a pris le nom d'un bourgeois de Paris, Pierre Sarrazin, qui y résidait au XIIIe siècle, mort avant 1255, ; il y possédait plusieurs maisons et était loueur de chevaux. Il était le fils de Jean Sarrazin. Ses armoiries faisaient figurer la tête d'un homme noir.

## Historique
Vers 1280-1300, elle est citée dans Le Dit des rues de Paris de Guillot de Paris sous le nom « rue Pierre Sarrazin ».
Elle est citée sous le nom de « rue Pierre Sarrazin » dans un manuscrit de 1636.

## Bâtiments remarquables et lieux de mémoire
- Collège de Dainville.

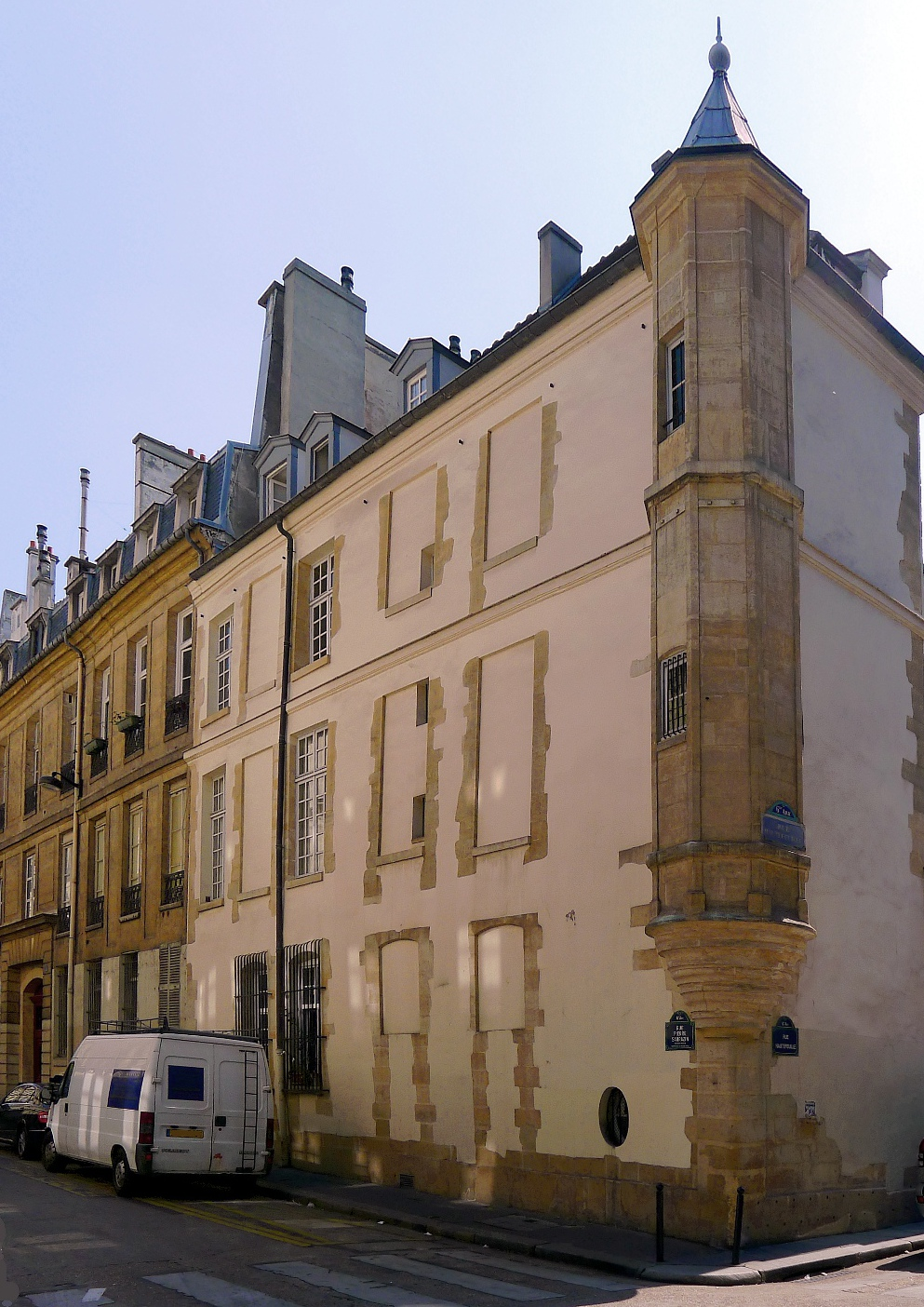
La rue Pierre-Sarrazin vue depuis la rue Hautefeuille et l'hôtel de Foretz.

- No 2 : en 1852, Pierre Larousse et Pierre-Augustin Boyer y louent un petit local où ils installent tout d'abord une libraire à leurs noms, la Maison Larousse et Boyer, avant de s'installer en 1856 au 49, rue Saint-André-des-Arts.
- No 12 : Louis Hachette y fonde sa première librairie en 1826. Lors de la construction, en 1849, du grand immeuble de la librairie, un ancien cimetière juif a été découvert. De nombreuses tombes du XIIe siècle et du XIIIe siècle ont été recueillies[5].